# غلان
غُلّان أو عبساء فضية أو بوت فضي (الاسم العلمي: Gadiculus)، جنس أسماك من فصيلة الغادسيات. تنشر في المياه الساحلية لشمال شرق المحيط الأطلسي والبحر الأبيض المتوسط المجاور. لا يزيد حجمها عن 15 سم (5.9 بوصة) ولها أهمية ثانوية لمصايد الأسماك التجارية المحلية.

## الأنواع
يوجد نوعان من الغلان معترف بهما حاليًا:
- Gadiculus argenteus، في غرب البحر الأبيض المتوسط ومياه المحيط الأطلسي المجاورة
- Gadiculus thori، من خليج غاسكونيا شمالًا حتى رأس الشمال (النرويج).